# الاحتلال الصيني لتركستان الشرقية
الاحتلال الصيني لتركستان الشرقية ( 1949م - الآن) هو احتلال قامت به الصين ضد تركستان الشرقية بعد أن اسقطتها عام 1949. ويقول معارضو الاحتلال أن الصين تجري على الشعب الإيغوري - السكان الأصليين لإقليم تركستان الشرقية - سياسات قمعية ودكتاتورية بهدف محو الثقافة الإسلامية للشعب الإيغوري وتضع قيودًا صارمة على ممارسة الشعائر الدينية واللغة وتقوم بهدم المساجد واعتقال الإيغوريين المسلمين.

## سياسات الصين تجاه الإقليم
احتلّت الصين عام 1949 منطقة تركستان الشرقية عبر إسقاط دولة جمهورية تركستان الشرقية الثانية وغيّرت اسمها إلى شانجيانغ واعتبرتها إقليمًا وأرضًا من أراضيها. وتتهم هيئةُ المفوضية العليا لحقوق الإنسان التابعة للأمم المتحدة الصينَ بأنها ترتكب انتهاكات قد ترتقي لمستوى جرائم ضد الإنسانية بحق المسلمين القاطنين في إقليم شانجيانغ. وقال السفير الفرنسي الدائم للأمم المتحدة نيكولا دي ريفيير في بيان رسمي: «نطالب الصين بأن تسمح أن يصل إلى شانجيانغ فورًا وبدون عوائق المراقبون المستقلّون بمن فيهم المفوضية العليا للأمم للمتحدة لحقوق الإنسان ومكتبها.» وأضاف: «نحن قلقون بشكل خاص إزاء الوضع في منطقة شانجيانغ الإيغورية ذات الحكم الذاتي.» ووفقًا للبيان فإن الصين تجري أعمال تعذيب ومعاملة قاسية ومهينة وعنف جنسي وفصل قسري لأطفال عن ذويهم تجاه الإيغور. ووقّعَ على هذا البيان المشترك 43 دولة من ضمنهم تركيا وأمريكا والنمسا وغيرهم. وتتهم منظمةُ الأمم المتحدة الصينَ بأنها قد اعتقلت أعدادًا كبيرة من الإيغور وبعض الأقليات المسلمة الأخرى في هذا الإقليم. وتتهمها كذلك بالقيام بالتعذيب والتعنيف الجنسي ضد أقلية الإيغور المسلمة. وتمنع الصين سكان إقليم شانجيانغ من إرتداء الحجاب الإسلامي، وينتشر الجيش الصيني بشكل واسع في الإقليم مع وجود كاميرات مراقبة مكثفة. وقالت مفوضية حقوق الإنسان أنها تلقّت تقارير موثوقة أن الصين قامت باحتجاز مليون مسلم إيغوري في مراكز مكافحة التطرف. وقالت لجنة الأمم المتحدة للقضاء على التمييز العنصري أنها تخشى من أن يتحول إقليم شانجيانغ إلى «معسكر اعتقال هائل».